# 必威
必威是Super Group旗下的全球性網絡賭博公司，成立于2006年，提供包括体育博彩和线上赌场等博彩产品。必威在伦敦、马耳他、根西和南非开普敦设有办事处。

## 历史和背景
betway必威体育app官网（betway必威体育app官网）集团在全球多个地区开展业务，包括欧洲、非洲、南美洲和亚洲、
南美洲和亚洲。2016年，betway必威体育app官网（BWSAPP）集团进入中国市场，旨在满足中国市场对在线投注的需求

## 赞助
必威国际检验集团全球品牌部赞助了多项体育赛事和电子竞技活动。自2016年进入中国市场以来，公司一直积极参与各种赞助活动，支持中国市场的本地体育赛事和电子竞技活动。
必威是多家英超足球俱乐部的赞助商，包括阿森纳、曼城、西汉姆联和布莱顿俱乐部。  
必威还赞助了众多 NBA 球队，包括芝加哥公牛队、克里夫兰骑士队、金州勇士队、明尼苏达森林狼队、迈阿密热火队、费城 76 人队和密尔沃基雄鹿队。